# Xavier Albert i Peralta
Xavier Albert i Peralta, més conegut com a Xavi Albert, (València, 17 de juliol de 1987) és un entrenador de bàsquet valencià, que des de 2023 forma part del primer equip tècnic masculí del València Basket.

## Trajectòria
Entre 2010 i 2012 va exercir com a coordinador del planter del Club Bàsquet Godella, sovint esmentat «Ros Casares València» per raons de patrocini. El setembre de 2012, es va incorporar com a tècnic a les categories inferiors del València Basket, on es va fer càrrec de l'equip cadet. Més endavant, a la temporada 2018-2019, es va encarregar de l'equip júnior, que va dirigir durant tres temporades, i l'agost de 2021, es va convertir en l'entrenador del València Basket «B» de la lliga LEB Plata.
El 30 de juny de 2022 va signar com a ajudant del cos tècnic de Chauncey Billups als Portland Trail Blazers per a la disputa de l'NBA Summer League, equip amb el qual va aconseguir el títol. La temporada 2022-2023 va signar com a entrenador del CB L'Horta Godella de la lliga LEB Plata, club vinculat a València Basket. La temporada 2023-24 va passar a formar part de l'equip tècnic del primer equip del València Basket, que entrenava Àlex Mumbrú, mentre que Tomás Lamas el va substituir al capdavant de l'Horta Godella. A l'abril del mateix any, va ser nomenat entrenador en substitució d'Àlex Mumbrú.